# 芷叶前胡
芷叶前胡（学名：Peucedanum angelicoides）为伞形科前胡属的植物，为中国的特有植物。分布于中国大陆的云南、贵州、四川等地，生长于海拔2,500米至3,000米的地区，多生在山坡灌丛或林缘，目前尚未由人工引种栽培。